# 盖伊·摩根
芒登·盖伊·摩根（英語：Munden Guy Morgan，1960年8月23日—），美国NBA联盟前职业篮球运动员。他在1982年的NBA选秀中第2轮第40顺位被印第安纳步行者选中。